# Gentiana spathacea
Gentiana spathacea är en gentianaväxtart som beskrevs av Carl Sigismund Kunth. Gentiana spathacea ingår i släktet gentianor, och familjen gentianaväxter. Inga underarter finns listade i Catalogue of Life.